# 이국영
이국영(1984년 11월 10일 ~)은 대한민국의 뮤지컬 배우다. 2014년 뮤지컬 '미스터쇼'로 데뷔했다.

## 방송
- 내일은 국민가수 (2021) - Top111
- 피지컬: 100 (2023) - Top50

## 공연
- 미스터쇼 (2014)
- 정의욱 정철호의 고고고쇼 - 대구 (2014)
- 호이 스타일 매거진 쇼 (2014)
- 로맨틱 머슬 (2016)
- 2021 WILD WILD [와일드 와일드] 판타스틱나이트메어 (2021)
- 2022 WILD WILD [와일드 와일드] 판타스틱나이트메어 (2022)
- 2022 WILD WILD [와일드 와일드] 드림 (2022)
- 2023 WILD WILD [와일드 와일드] 드림 (2023)
- 2023 WILD WILD [와일드 와일드] 애프터파티 (2023)
- 2024 WILD WILD [와일드 와일드] 애프터파티 (2024)

## 수상
- 머슬마니아 피트니스 코리아 선발전 모델부문 1위 및 그랑프리 (2013)
- 라스베가스 세계대회 스포츠 모델 6위 (2013)